# William Allardyce
William Lamond Allardyce (Bombay, India Británica, 14 de noviembre de 1861 – Inglaterra, 10 de junio de 1930) fue un funcionario británico de la Colonial Office que sirvió como gobernador colonial de Fiyi (1901-1902), las Islas Malvinas (1904-1914), las Bahamas (1914-1920), Tasmania (1920-1922) y Terranova y Labrador (1922- 1928).

## Biografía

### Primeros años
Allardyce nació cerca de Bombay, India, siendo hijo de Georgina Dickson Abbott y el coronel James Allardyce. Educado en Aberdeen, Escocia y en el Colegio Militar de Oxford, a los 18 años de edad ingresó en el Servicio Civil Británico en la Colonial Office.

### Fiyi, Malvinas y Tasmania
Su primer destino fue Fiyi, donde dos años después de llegar fue nombrado en calidad de Comisionado Residente para la isla de Rotuma. Al año siguiente como magistrado y siete años más tarde fue nombrado miembro del Consejo Reglamento Nativo y luego sirvió como comisionado de la Corte Suprema. En 1894 fue nombrado Comisario de las Tierras Nativas y se le dio un asiento en el Consejo Legislativo. En 1895 fue nombrado Comisionado Nativo, el principal enlace entre los nativos de Fiyi y los británicos.
En 1904 Allardyce fue nombrado Gobernador colonial de las Islas Malvinas, reclamadas por la República Argentina. Después de diez años en las Malvinas fue trasladado a las Bahamas también como gobernador colonial. El cargo lo desempeñó durante seis años. Allardyce luego se convirtió en gobernador de Tasmania, en Australia, pero se retiró después de dos años, tomándose una licencia durante los tres últimos meses de su mandato, como resultado de la falta de obtención de un aumento en su salario de £ 2.750. Presentó una declaración ante el Parlamento de Tasmania sobre su sueldo. Cuando dejó el cargo, por las votaciones negativas en el legislativo sobre su aumento de salario, fue ampliamente elogiado por su desempeño en el cargo.

### Terranova

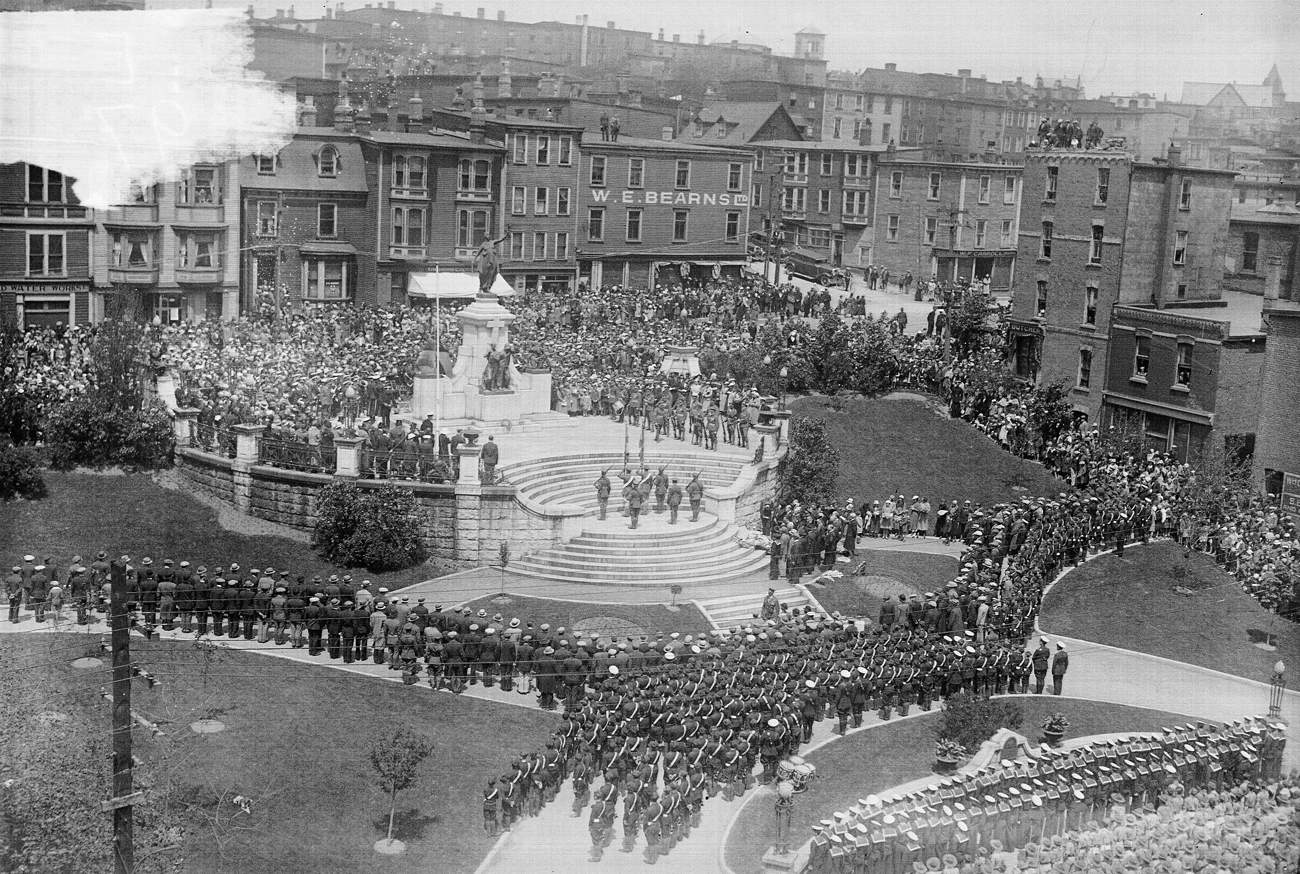
Inauguración del Memorial Nacional de la Guerra en San Juan de Terranova en 1924.

Allardyce fue posteriormente enviado a Terranova para reemplazar a Sir Charles Alexander Harris como gobernador. Allí fue invitado a convertirse en mecenas de la Asociación de Veteranos de la Gran Guerra. Fue el representante oficial de la Corona británica en la inauguración de la Memorial Nacional de la Guerra (National War Memorial) por el Mariscal de Campo Douglas Haig el 1 de julio de 1924.
También ofició en la apertura de otro monumento nacional de guerra, el Memorial University College, el 15 de septiembre de 1925. Como gobernador Allardyce fue un promotor clave en la adjudicación de jurisdicciones sobre la mayor parte de la Península del Labrador a Terranova por el Consejo Privado del Reino Unido.
En 1916 Allardyce fue nombrado caballero comendador de la Orden de San Miguel y San Jorge por el rey Jorge V, y  en 1927 se convirtió en Caballero Gran Cruz de la misma Orden.
Allardyce casó dos veces, primero con Constance Greene, de Melbourne, Australia, en 1895. Ella falleció en 1918. En 1920 se casó con Elsie Elizabeth Stewart, viuda de A.C. Goodfellow.  En 1923, Lady Elsie Elizabeth Allardyce ayudó a iniciar el movimiento de guidismo de niñas en Terranova, y luego en 1924 se estableció la Newfoundland Outport Nursing and Industrial Association (NONIA).
Allardyce fue considerado como uno de los administradores más competentes designados por el Ministerio de Colonias para servir como el representante oficial de la Corona británica en Terranova y Labrador.

## Homenajes
La toponimia británica de la isla San Pedro de las Georgias del Sur nombró en 1915 Allardyce Range a la principal cadena montañosa de la isla. El año anterior Allardyce había dejado de ser gobernador colonial de las Islas Malvinas y sus dependencias que incluyen las islas Georigas del Sur. En la toponimia en castellano, mantenida por la Argentina, se denomina Cordillera de San Telmo.